# Martynas Mažvydas
Martynas Mažvydas (né en 1510 à Žemaičių Naumiestis (lt) – mort en 1563 à Königsberg, aujourd'hui Kaliningrad) est l'auteur et l'éditeur du tout premier livre jamais imprimé en langue lituanienne.
Son nom compte plusieurs variantes : Martinus Masvidius, Martinus Maszwidas, M. Mossuids Waytkūnas, Mastwidas, Mažvydas, Mosvidius, Maswidsche, Mossvid Vaitkuna.

## Biographie
Martynas Mažvydas est un très prolifique auteur lituanien du XVIe siècle, dont le nom est associé avec le début de la littérature lituanienne. D'origine samogitienne, Mažvydas passe sa jeunesse à Vilnius, où il travaille avec d'autres auteurs lituaniens du grand-duché de Lituanie, tels que Abraomas Kulvietis, J. Zablockis et probablement S. Rapolonis. (Plus tard, Mažvydas publiera quelques-unes de leurs œuvres dans les premiers livres imprimés lituaniens.) En Lituanie, Mažvydas fut persécuté pour la propagande d'idées réformatrices, ce qui l'incita à accepter l'invitation du duc de Prusse Albrecht et il se rendit à Königsberg, où il entra à l'université en 1546. Il est diplômé en 1548 et obtient le baccalauréat. Le fait qu'il ne prit qu'un an et demi à obtenir son diplôme permet de penser qu'il avait déjà étudié ailleurs auparavant - on peut supposer à Cracovie ou à l'école établie par Kulvietis à Vilnius. Il est également possible qu'il ait enseigné à cette école.

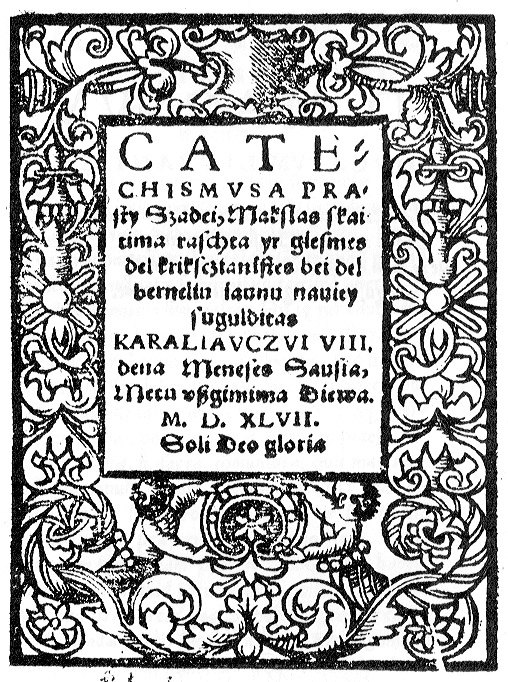
Le premier livre en lituanien.

Au cours de ses études à Königsberg, il compila et publia en 1547 Catechismvsa prasty szadei, makslas skaitima raschta yr giesmes, « Les mots simples du catéchisme », lançant par la même occasion la littérature et l'impression de livres en lituanien. 
En 1549, Mažvydas fut nommé doyen de Ragainė. La même année il publie Giesme s. Ambraseijaus bey s. Augustina, « La chanson de St-Ambroise », avec une dédicace en lituanien. En 1554, il devient archidiacre de Ragainė. Il s'occupe de l'éducation de ses paroissiens, règle les activités agricoles et continue son travail littéraire en lituanien. Il traduit « La Forme du Baptisme » de l'allemand et le publie à Königsberg en 1559. De 1558 à 1562, il traduit de « L'Agenda Prussien » la prière « Paraphrase », qui fut publiée à Königsberg en 1589, après le décès du traducteur. Son œuvre principale est « Les Chansons Chrétiennes » (Partie I en 1566, Partie II en 1570) qui furent imprimées par son cousin B. Vilentas. Ce livre de chansons de Mažvydas fut la base d'autres livres de chansons protestantes publiés plus tard en Petite Lituanie.  
Mažvydas a initié les modèles de pratiquement toutes les sortes de livres de l'ancienne littérature lituanienne: un abécédaire, un catéchisme, un livre de chansons avec notes, un livre de prières, une traduction des Saintes Écritures et des préfaces et dédicaces. Il meurt le 21 mai 1563.